# Arctossauro
Arctosaurus é um gênero extinto de répteis que viveu há cerca de 200 milhões de anos, e o seu nome significa “lagarto do Árctico”. Foi descoberto na ilha Cameron, no Canadá, a norte do Círculo Polar Ártico.
Era um pequeno dinossauro carnívoro que viveu em finais do período Triásico.